# Filipa Areosa
Filipa Areosa é uma actriz portuguesa. Filipa Areosa nasceu no dia 12 de Julho de 1990. Participou em várias produções de televisão e cinema.

## Carreira
Estreou-se na novela Morangos com Açúcar, na pele da protagonista Ana Rita Soares, tendo mais tarde participado na série da RTP Os Filhos do Rock.  Foi a protagonista da série Aqui tão Longe, uma produção da RTP escrita por Filipe Homem Fonseca.
Em 2019 estreou-se como vilã na primeira temporada de Nazaré.

## Filmografia

### Televisão
| Ano         | Projeto                       | Papel                    | Notas            | Canal |
| ----------- | ----------------------------- | ------------------------ | ---------------- | ----- |
| 2011 - 2012 | Morangos com Açúcar           | Ana Rita Soares          | Protagonista     | TVI   |
| 2012        | Morangos com Açúcar – O Filme | Ana Rita Soares          | Protagonista     | TVI   |
| 2013        | Mundo ao Contrário            | Lara Malta Carvalho      | Elenco Principal | TVI   |
| 2014        | Os Filhos do Rock             | Beatriz Tomás de Almeida | Elenco Principal | RTP1  |
| 2014 - 2015 | Mar Salgado                   | Madalena Pelicano        | Elenco Principal | SIC   |
| 2016 - 2017 | Amor Maior                    | Mafalda Resende          | Elenco Principal | SIC   |
| 2016        | Aqui Tão Longe                | Cristina Lindo           | Protagonista     | RTP1  |
| 2017 - 2018 | País Irmão                    | Vera                     | Elenco Principal | RTP1  |
| 2018        | Circo Paraíso                 | Marta Napoleão           | Protagonista     | RTP1  |
| 2018        | 3 Mulheres                    | Madalena                 | Elenco Adicional | RTP1  |
| 2019 - 2020 | Nazaré                        | Bárbara Soares           | Antagonista      | SIC   |
| 2021        | Estamos em Casa               | Ela Própria              | Apresentadora    | SIC   |
| 2021        | O Clube (1.ª temporada)       | Jéssica Amado            | Protagonista     | SIC   |
| 2021        | O Clube (2.ª temporada)       | Jéssica Amado            | Protagonista     | SIC   |
| 2022 - 2023 | Por Ti                        | Mia Amado                | Protagonista     | SIC   |
| 2023        | Salgueiro Maia - O Implicado  | Natércia                 | Elenco Principal | RTP1  |
| 2023        | Crimes Submersos              | Rita                     | Elenco Adicional | RTP1  |
| 2023        | Cavalos de Corridda           | Dora                     | Elenco Principal | RTP1  |
| 2024        | Hotel do Rio                  | Camila                   | Elenco Principal | RTP1  |

### Cinema
| Ano  | Projeto                             | Personagem      |
| ---- | ----------------------------------- | --------------- |
| 2012 | Morangos com Açúcar – O Filme       | Ana Rita Soares |
| 2015 | A Uma Hora Incerta                  | Deolinda        |
| 2015 | A Peça (curta-metragem)             | Rita            |
| 2015 | Sintom de Ausência (curta-metragem) | Filipa          |
| 2016 | Zeus                                |                 |
| 2016 | A Mãe É que Sabe                    | Ana Luisa       |
| 2022 | Salgueiro Maia - O Implicado        | Natércia        |
| 2023 | Mal Viver                           | Camila          |